# Fred Brown
Fred Brown (ur. 7 sierpnia 1948) – amerykański koszykarz, występujący na pozycji obrońcy, mistrz NBA z 1979.
Mierzący 191 cm wzrostu koszykarz studiował na University of Iowa, gdzie występował w drużynie uczelnianej Iowa Hawkeyes. Do NBA został wybrany z 6. numerem w drafcie w 1971 przez Seattle SuperSonics. Brown koszykarzem SuperSonics był przez całą zawodową karierę, stanowił część zespołu mistrzowskiego w 1979. Ostatni raz zagrał w 1984, w NBA zdobył ponad 14 000 punktów. Jeden raz All-Star Game (1976). Jego numer (32) został zastrzeżony przez Seattle SuperSonics.

## Osiągnięcia
Na podstawie, o ile nie zaznaczono inaczej.
NCAA
- Uczestnik rozgrywek Sweet 16 turnieju NCAA (1970)
- Mistrz sezonu regularnego konferencji Big 10 (1970)
- Zaliczony do III składu All-American (1971 przez Associated Press)

NBA
- Mistrz NBA (1979)[2]
- Wicemistrz NBA (1978)[2]
- Uczestnik meczu gwiazd:
  - NBA (1976)
  - Legend NBA (1987, 1990)[3]
- Lider:
  - sezonu regularnego w skuteczności rzutów za 3 punkty (1980)[4]
  - play-off w:
    - średniej zdobytych punktów (1976)[5]
    - liczbie celnych rzutów za 3 punkty (1980)[6]
- Klub Seattle SuperSonics zastrzegł należący do niego numer 32